# 紐里 (緬因州)
紐里（英語：Newry）是一個位於美國緬因州牛津縣的鎮。

## 人口
根據2020年美國人口普查的數據，紐里的面積為159.41平方千米，當中陸地面積為159.34平方千米，而水域面積為0.07平方千米。當地共有人口411人，而人口密度為每平方千米3人。